# Sinoxylon ruficorne
Sinoxylon ruficorne is een keversoort uit de familie boorkevers (Bostrichidae). De wetenschappelijke naam van de soort is voor het eerst geldig gepubliceerd in 1871 door Faharaeus.